# Sebhat Leab Worku
Sebhat Leab Worku, né le 15 janvier 1918, à Monoxoito, et mort le 27 janvier 1991, est un prélat de l'Église catholique éthiopienne.

## Biographie
Sebhat Leab Worku est né le 15 janvier 1918, à Monoxoito, dans l'Empire d'Éthiopie.
Il intègre la Congrégation des Salésiens de Don Bosco, dans laquelle il est ordonné prêtre, le 3 mars 1946.
Il est nommé éparque d'Adigrat, en Éthiopie, le 12 juin 1971, et reçoit la consécration épiscopale de Mgr Asrate Mariam Yemmeru, archéparque d'Addis-Abeba, le 19 septembre 1971.
Il démissionne de son ministère, le 12 octobre 1984, en prend le titre d'Éparque émérite d'Adigrat, qu'il conserve jusqu'à sa mort, le 27 janvier 1991.